# Spiegelzelt

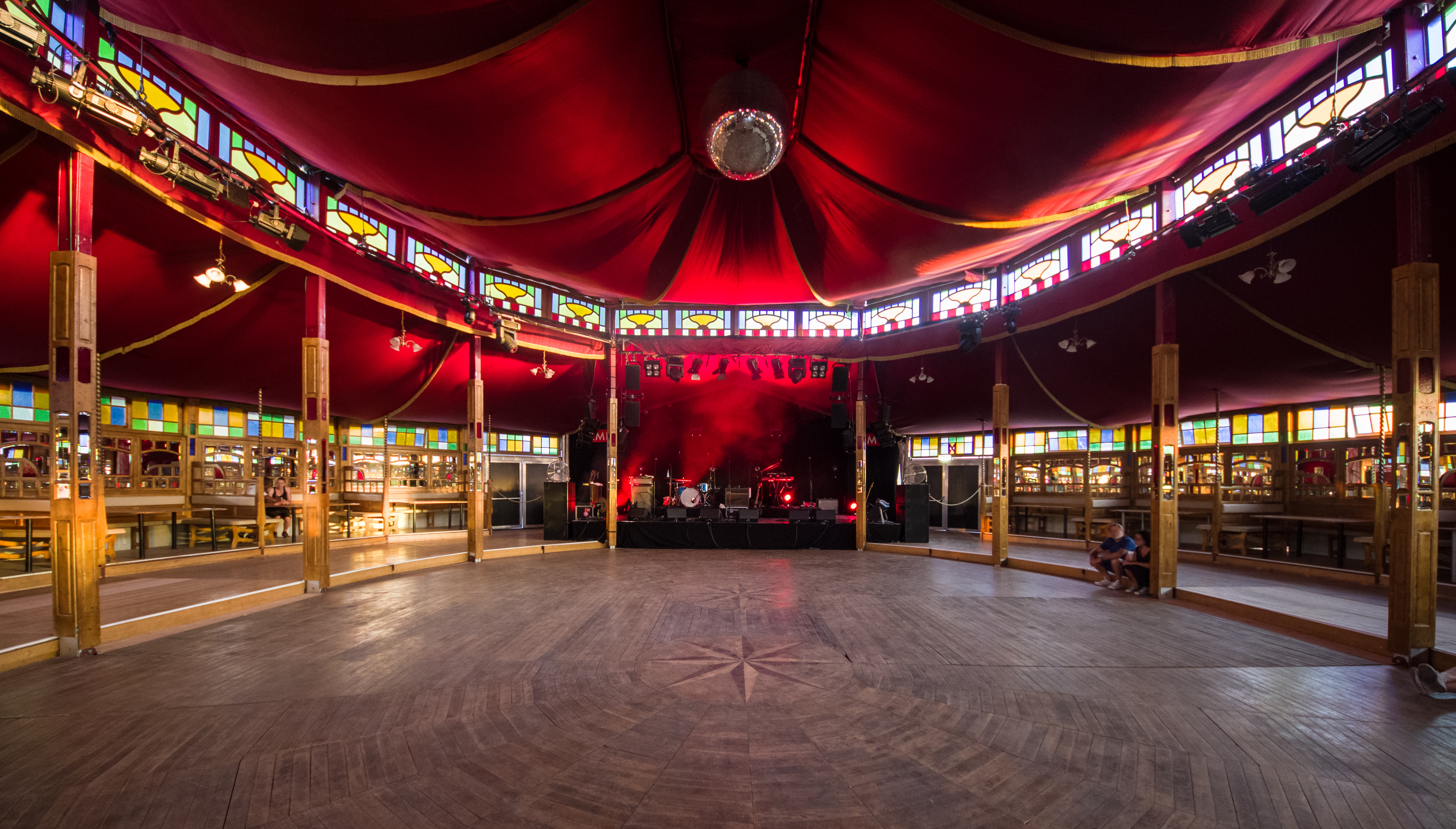
Spiegelzelt auf dem Zelt-Musik-Festival in Freiburg

Ein Spiegelzelt (flämisch: spiegeltent), auch Spiegelpalast genannt, ist eine transportable Veranstaltungshalle aus Holz und Leinwand, die von der Form und der Mobilität an ein Zirkuszelt erinnert. Ursprüngliches Herkunftsland der Spiegelzelte ist Belgien.

## Geschichte
Die Spiegelzelte dienten Anfang des 20. Jahrhunderts vornehmlich als Tanzpaläste (danspaleis) oder als Orte der Weinverkostung. Ein früher Betreiber war der Antwerpener Oscar Horebeke, der ein Spiegelzelt auf Jahrmärkten aufbaute. Von ihm erwarb Willem Klessens sein erstes Zelt. Die Familie Klessens reiste seit 1935 mit dem Kempisch danspaleis ebenfalls auf Kirmessen zwischen Lommel, Mol und Balen. Sie betreibt bis heute, Stand 2022, neun Spiegelzelte, davon ist neben dem Kempisch danspaleis noch der Cristal Palace (1947) aus der ersten Hälfte des 20. Jahrhunderts.
Aus der Anfangszeit der Spiegelzelte sollen sich noch sieben oder acht Exemplare erhalten haben. Hierzu gehören The Grand Spiegeltent, The Famous Spiegeltent (1920) sowie Le moulin rouge (1910). Die Berliner Bar jeder Vernunft ist in einem Spiegelzelt von 1912 untergebracht.

## Ausstattung und Nutzung
Vereinzelt gibt es heute auch Neubauten, die den historischen Vorbildern in der Ausstattung folgen. Spiegelzelte sind trotz ihres temporären Verweilens meist prachtvoll ausgestattet, so sind die Holzaußenwände oft mit Bleiglas durchsetzt und das Interieur mit Samt ausgestattet. Manche bieten neben der Tanzfläche noch eine Bühne. Facettiertes Glas oder Spiegel erlauben den Besuchern, leicht Augenkontakt aufzunehmen und somit gegebenenfalls einen Flirt zu beginnen.

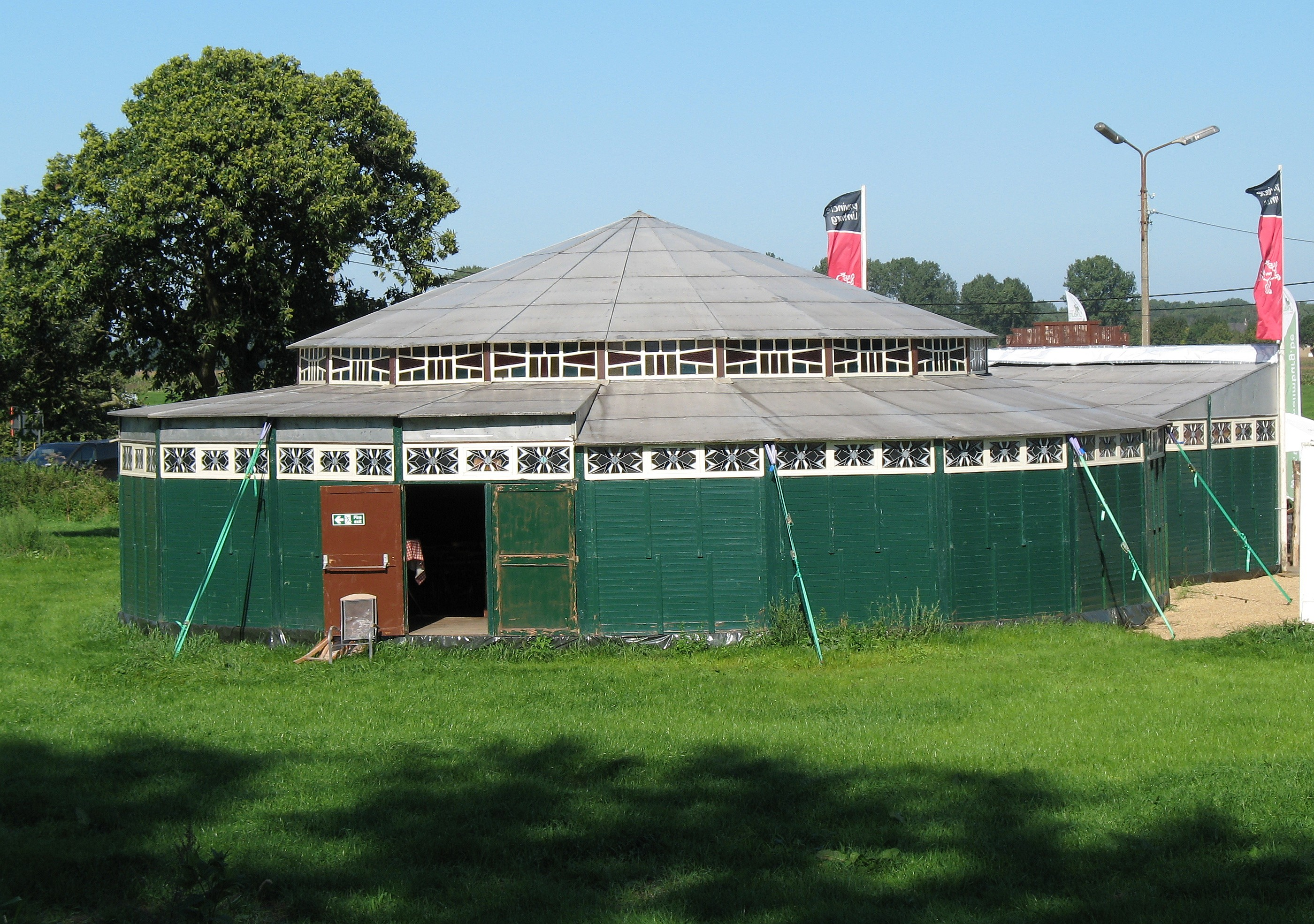
Außenansicht des Spiegelzelts des Glimburgercafé am belgischen Maas-Ufer beim Veerpont Meeswijk-Berg
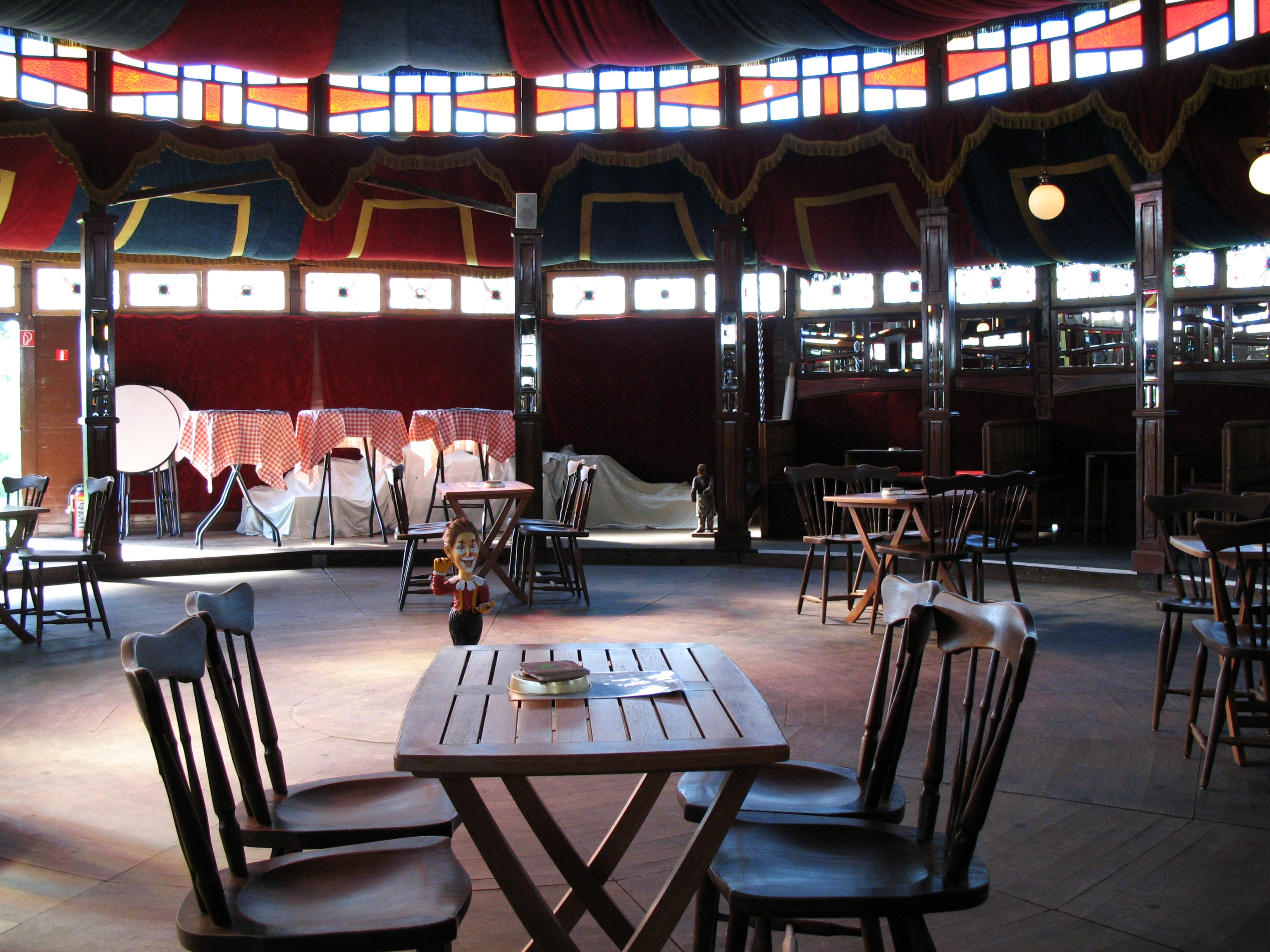
Interieur des Nämlichen
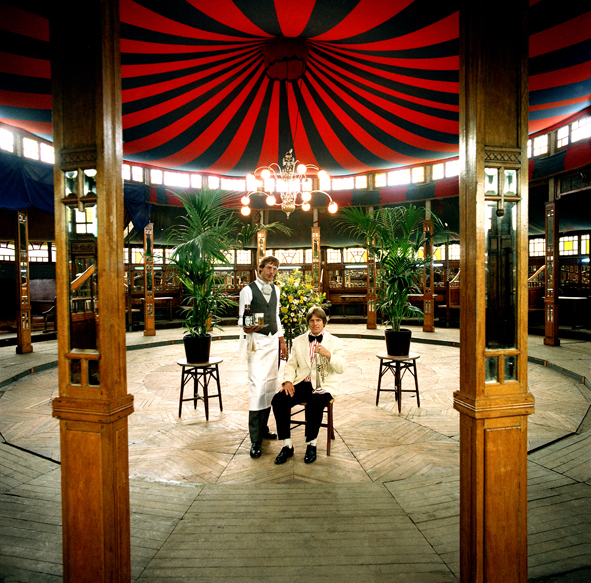
The Famous Spiegeltent, erbaut circa 1920 von Oscar Mols Dom und Louis Goor, aufgenommen 1980
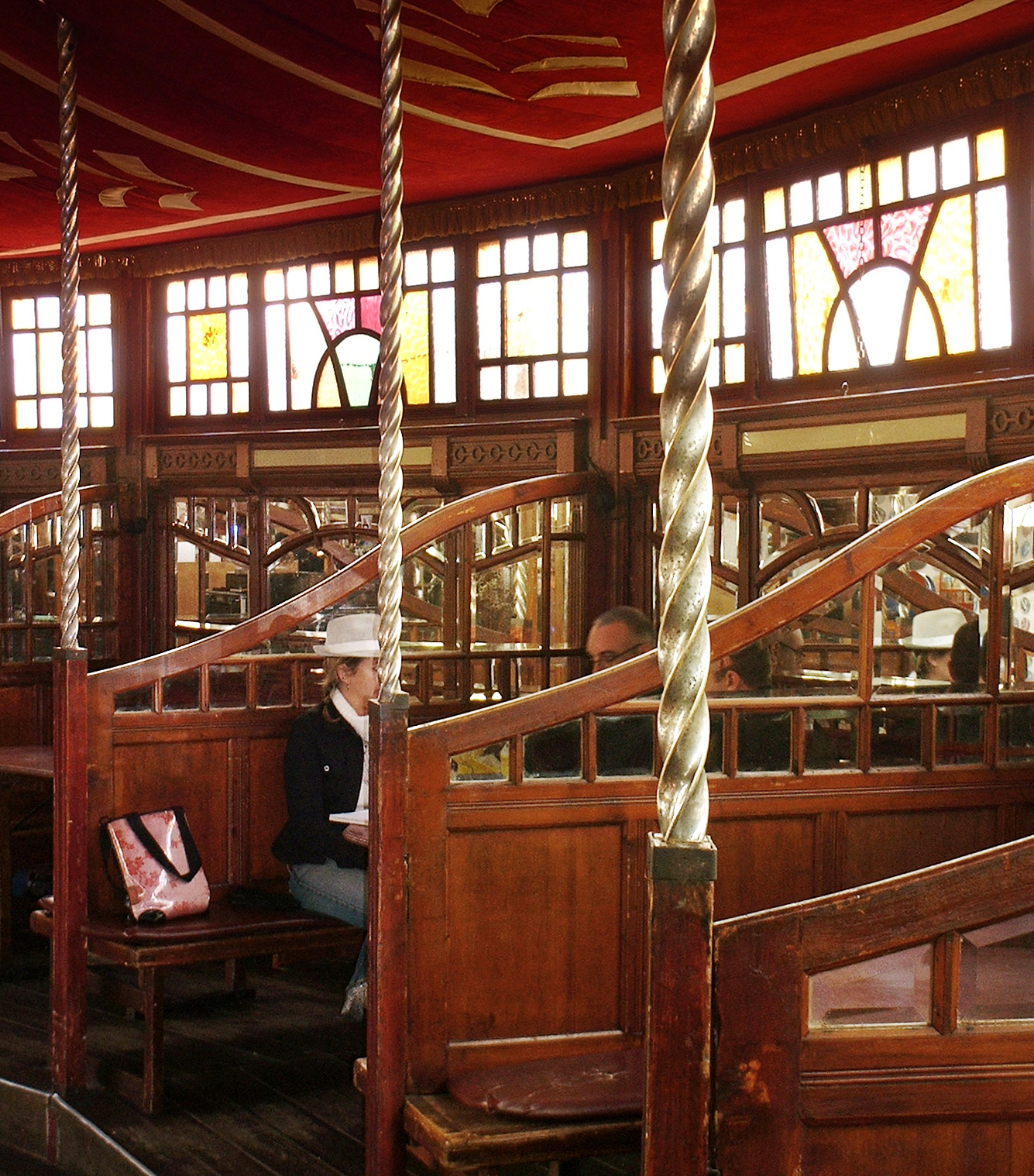
Séparée in einem Spiegelzelt um 1900, hier The Grand Spiegeltent im Jahr 2004. Die Séparéeunterteilungen sind mit facettiertem Glas durchbrochen.

## Kultur
Eine neue Wertschätzung erlebten die Spiegelzelte seit den 1970er Jahren dank diverser Musik- und Theaterfestivals. Die erste Szene von Volker Brauns Iphigenie in Freiheit spielt in einem Spiegelzelt.